# Савойя (замок)
Савойя (итал. Castel Savoia, фр. Château Savoie, также Савойский замок) — замок XIX века в эклектичном стиле. Расположен в коммуне Грессоне-Сен-Жан, в области Валле-д’Аоста, Италия.

## История

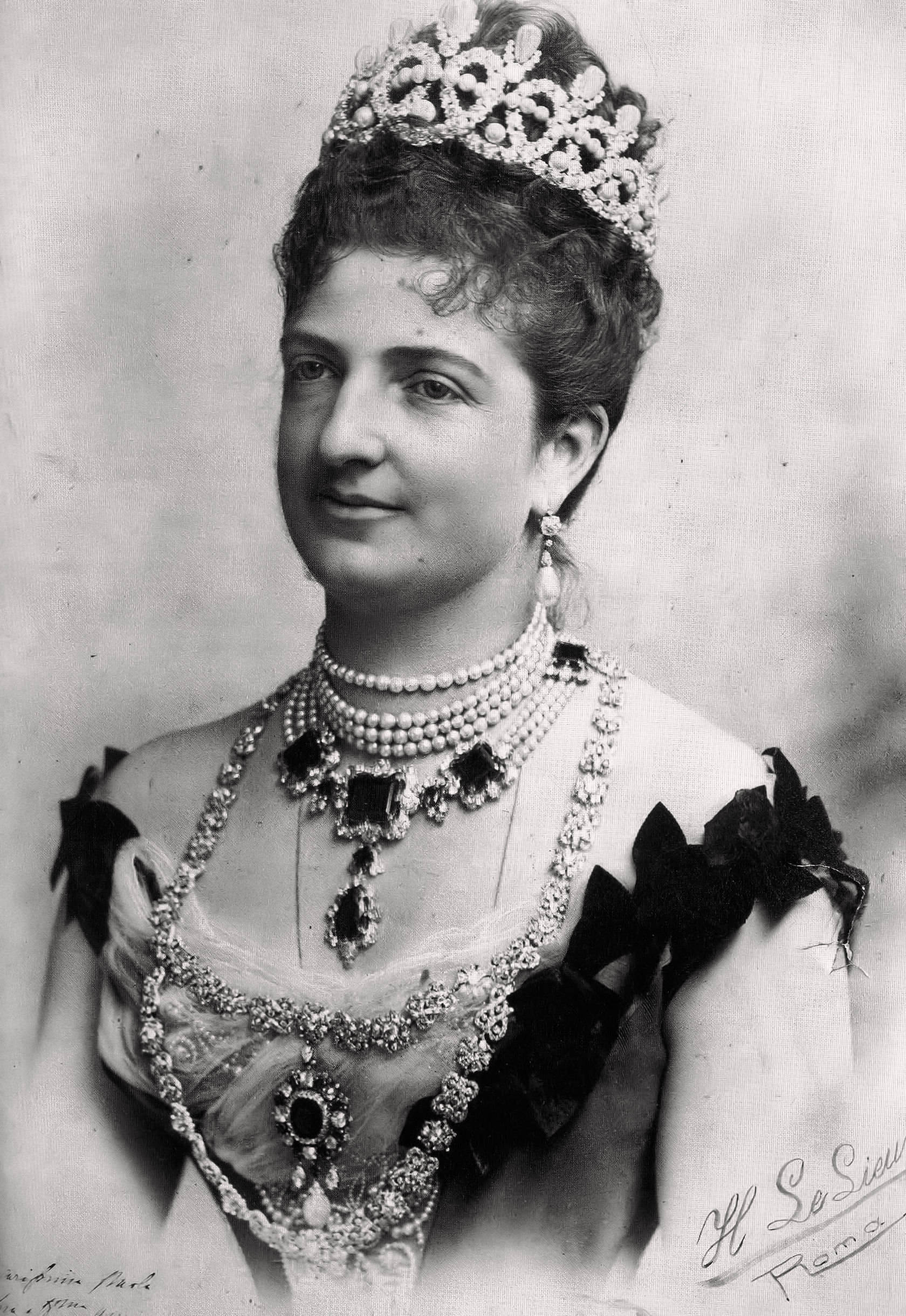
Королева Маргарита Савойская

### XIX век
Начиная с 1889 года, королева Маргарита Савойская и её супруг король Умберто I провели нескольких отпусков на вилле Маргарита, принадлежащей барону Бек-Пеккоц. Королева оказалась настолько очарована местностью, что захотела построить для себя резиденцию на одном из склонов холма Ранзола, откуда открывался панорамный вид на долину и вершины Монте-Роза.
Умберто I поначалу без восторга отнёсся к мечте супруги. Он предпочитал отдыхать в саррском замке, где имелись прекрасные охотничьи угодья. Однако королева Маргарита проявила настойчивость и в итоге получила разрешение построить собственную резиденцию для отдыха. Проект замка был заказан архитектору Эмилио Страмуччи, который уже выполнял заказы для итальянских монархов. В частности, он занимался реконструкцией Королевского дворца в Турине и некоторых других резиденций Савойского дома.
Первый камень в основание замка был заложен на торжественной церемонии летом 1899 года. Однако королю Умберто I так и не довелось побывать в резиденции своей супруги, так как он был убит в Монце в 1900 году, анархистом Гаэтано Бреши, а строительство замка было завершено в 1904 году.

### XX век
Королева Маргарита, став вдовой, утратила статус царствующей особы и оказалась в роли королевы-матери. После завершения строительства она проводила много времени в своей новой резиденции. До 1925 года Маргарита по несколько месяцев в году проживала в замке. При этом она вовсе не стремилась к уединению и старалась проводить время в окружении ярких представителей творческой богемы. Королева-мать устраивала пышные приёмы, куда приглашала многих известных литераторов. В числе прочих резиденцию часто навещали знаменитый поэт Джозуэ Кардуччи и племянник владелицы, молодой принц Умберто II.
В 1926 году королева Маргарита скончалась в городе Бордигера, на вилле Маргарита во время традиционного зимнего отпуска. После этого замок Савойя пришёл в запустение. Несколько лет он оставался необитаемым. Наконец в 1936 году представители Савойского дома продали резиденцию миланскому промышленнику Этторе Моретти. Тот не стал проводить в замке существенных реконструкций, сохранив его почти в первозданном виде. В 1981 году наследники предпринимателя продали замок властям автономного региона Валле д’Аоста.

## Описание замка

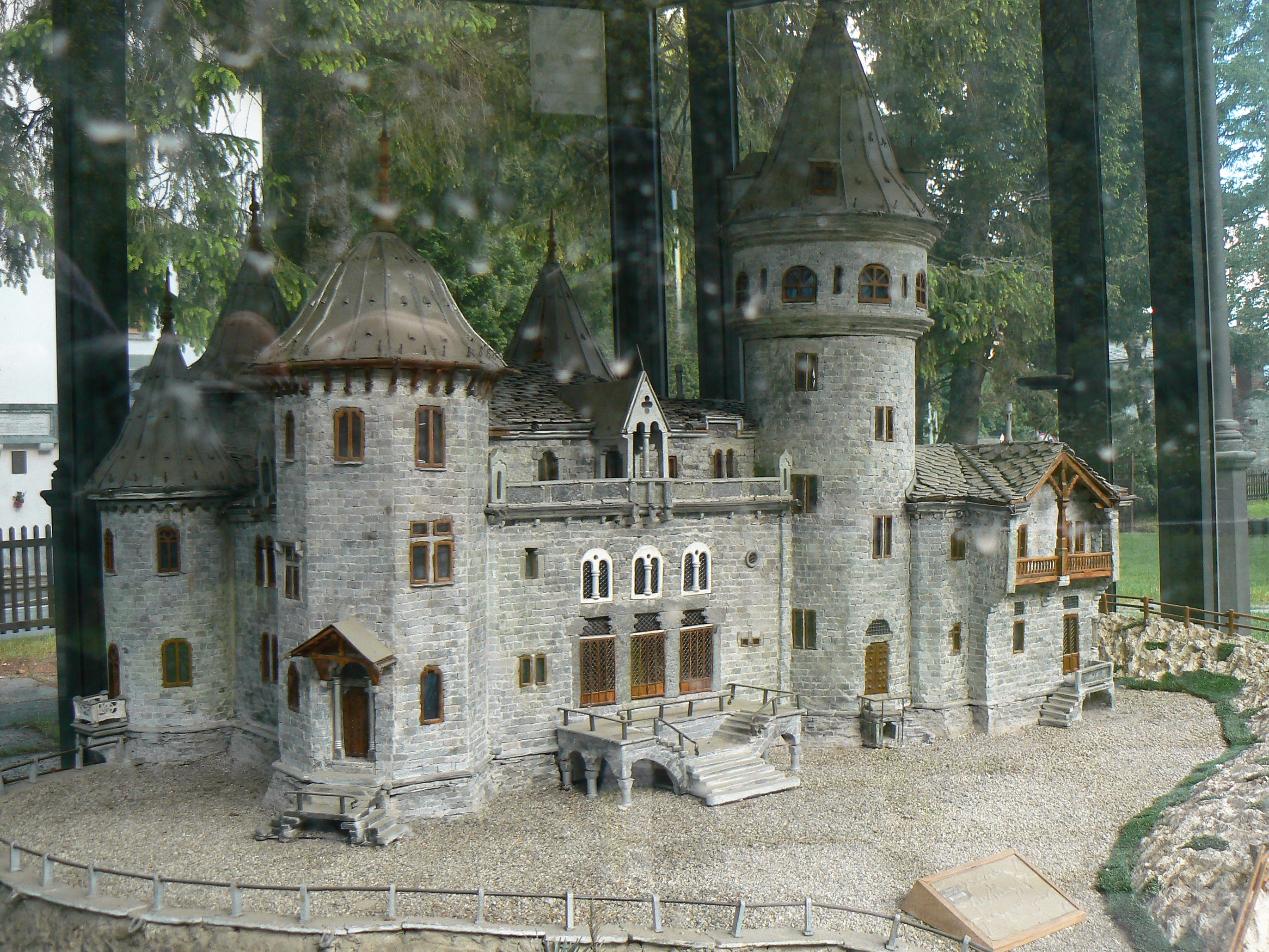
Макет замка

Резиденция находится на высоте 1440 метров над уровнем моря. По желанию королевы Маргариты зданию придали вид старинного замка. Главное трёхэтажное здание окружают пять башен в неоготическом стиле. При этом смешение разных архитектурных стилей случилось после настойчивых просьб короля Умберто I, который принимал активное личное участие в ходе проектных и строительных работ.
Здание построено из каменных блоков, которые добывались в окрестных карьерах. Все башни немного отличаются друг от друга. Одна из них восьмиугольная. В центральной башне, которая является самой высокой, предусмотрена крытая терраса. Там во время пребывания королевы несли службу королевские карабинеры. Они отвечали за безопасность Маргариты и должны были внимательно следить за окружающей территорией.
На первом этаже главного здания располагались столовая, игровая комната с бильярдным столом, несколько холлов, большая полукруглая веранда и зал приёмов с роскошной дубовой лестницей. Стены, мебель, а также деревянные настенные и потолочные панели были обильно украшены символами савойской династии. Кроме того, было много изображений вырезанных в дереве цветов, что явно отсылало к имени королевы. Значительную часть работ по декорированию интерьеров выполнил туринский мастер Микеле Деллера. Большинство настенных изображений и рисунков для льняных и шёлковых гобеленов из льна и шелка сделал Карло Куссетти. Также на первом этаже находились личные покои самой королевы Маргариты, её сына Виктора Эммануила III, его супруги королевы Елены Черногорской и принца Умберто II. Одна небольшая комната была зарезервирована для маркизы Паолы Пес ди Вильямарина, близкой подруги королевы-матери.
На втором этаже имеются ещё несколько гостевых комнат, а также выход на крытую террасу. В здании имеется и большой погреб, который использовался как склад.
Удивительной особенность данной резиденции является именно отсутствие кухонь внутри главного корпуса. Королева желала, чтобы еда готовилась в отдельном здании, расположенном не менее чем в тридцати метрах (с 1981 года в этом доме размещались кассы и туалеты для посетителей). Связь с кухнями для транспортировки готовых блюд осуществлялась с помощью подземной галереей. В ней был проложен двухколейный путь, по которому готовые кушанья перевозили в специальных герметичных тележках на электрическом приводе до внутреннего лифта, который доставлял еду прямо в столовую замка.
Расположение на высоком склоне позволяет наслаждаться уникальными видами. В хорошую погоду ясно видны ледник Лискамм и гора Монте-Роза. Резиденция также окружена большим парком. В нём есть небольшой сосновый лес и сад камней. Рядом с замком находятся ещё несколько жилых построек: Вилла Бельведер, которая служила гостевым домом, а также жильём для слуг, поваров и карабинеров.

## Современное использование
В настоящее время замок представляет собой популярный туристический объект. Внутри проводятся экскурсии.

## Замок в массовой культуре
- В 2012 году в Савойском замке проходили съёмки фильма «Худшее Рождество в моей жизни[англ.]».

## Галерея

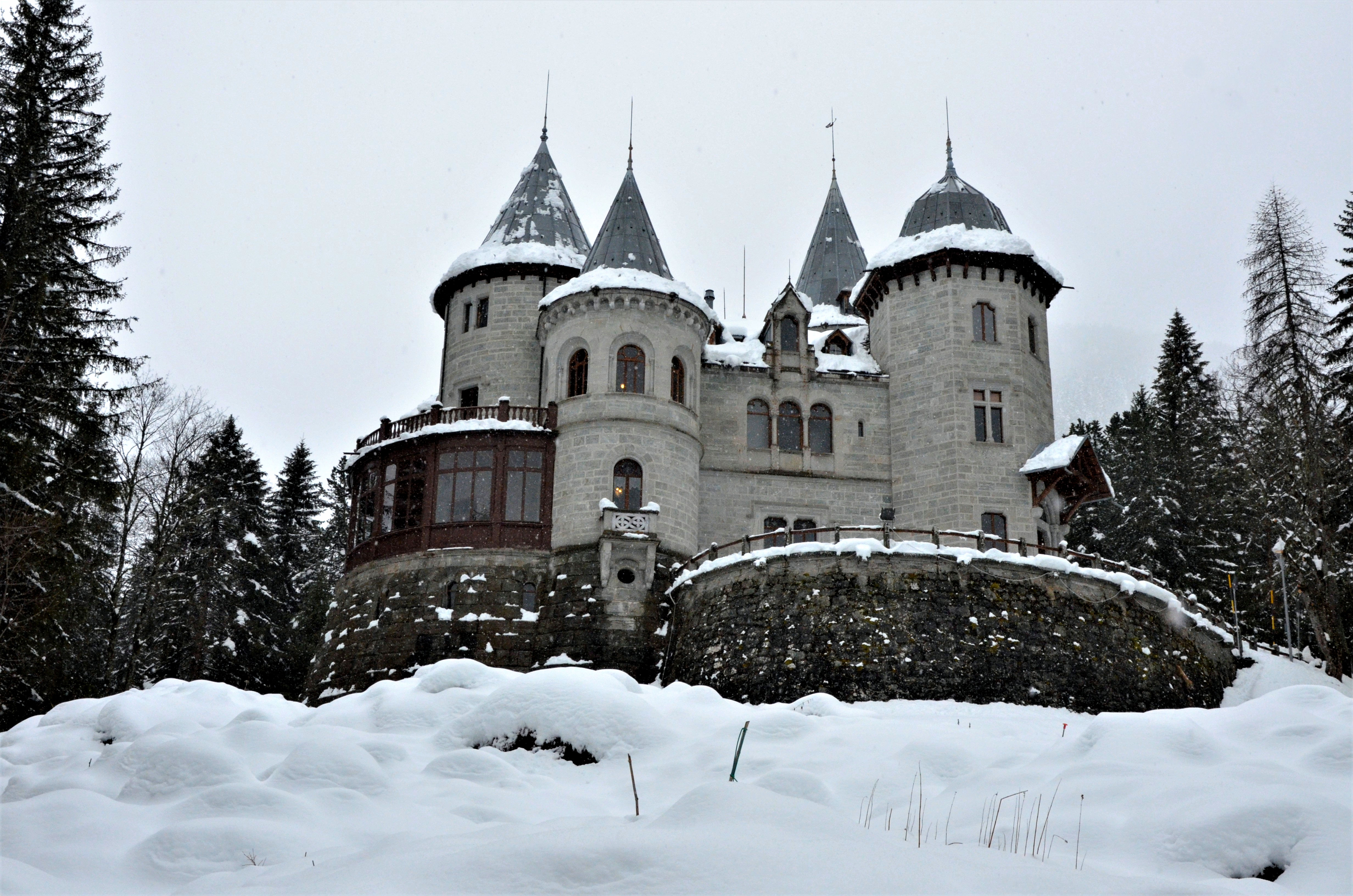
Вид замка зимой
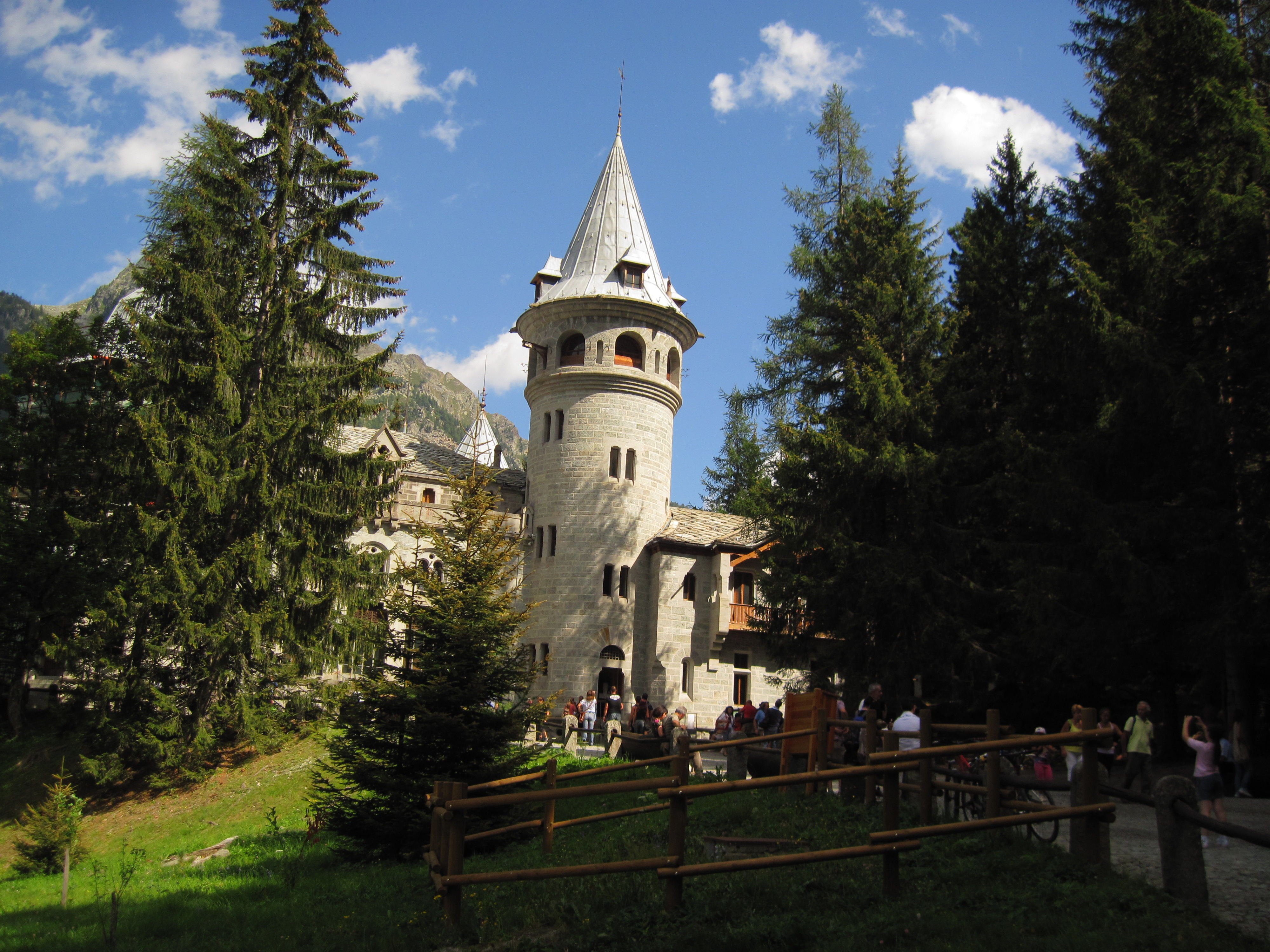
Одна из башен замка со стороны парка
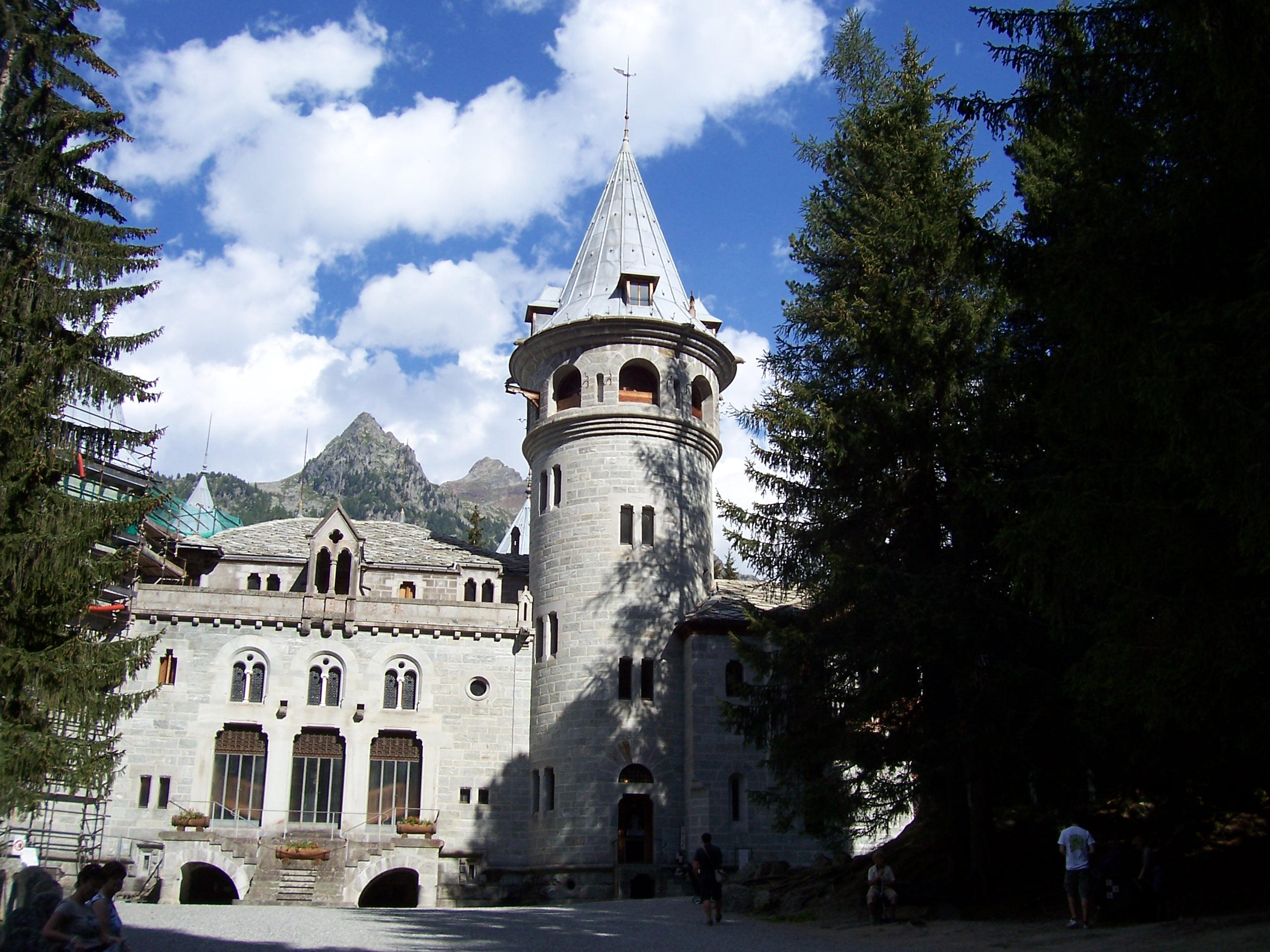
Главный фасад замка
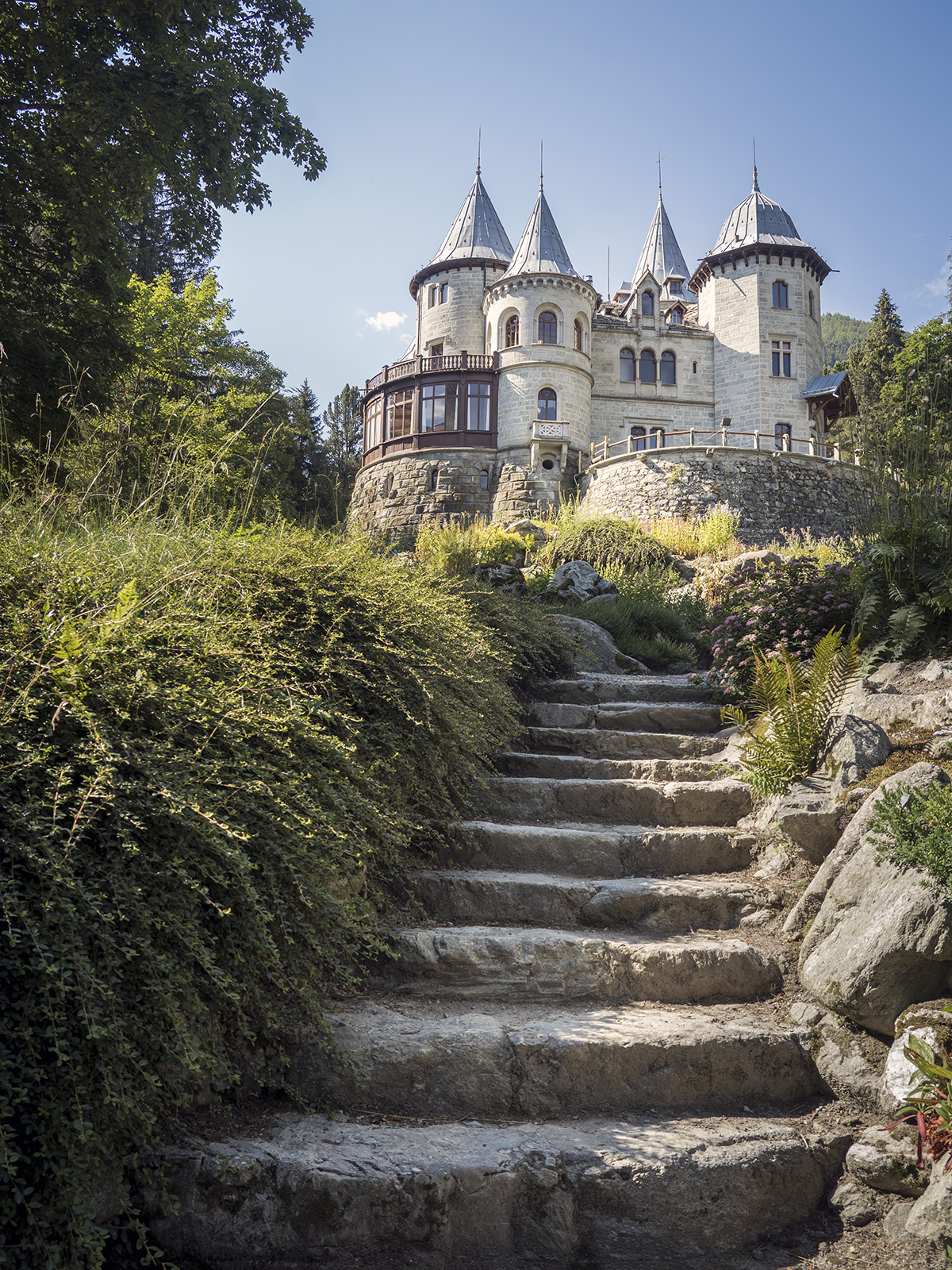
Вид замка синизу
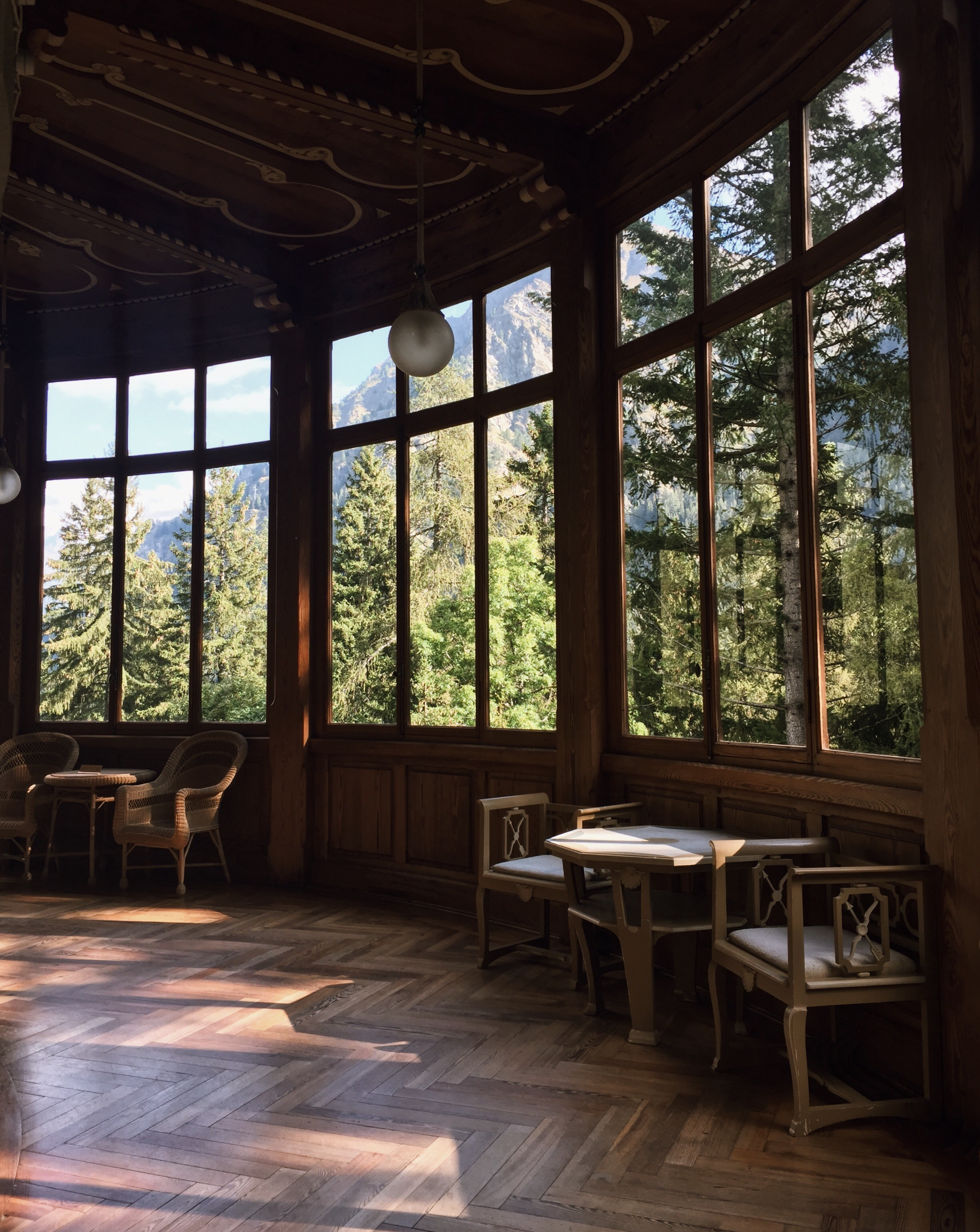
Трасса в главной башне